# Nicolas Samuel Lietzau-Schreiber

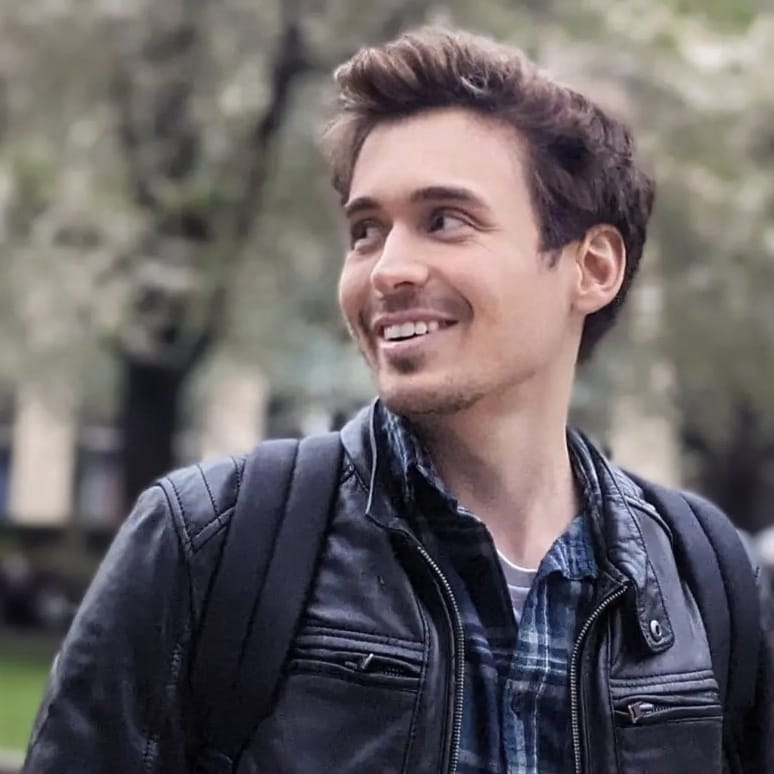
Nicolas Samuel Lietzau-Schreiber auf der Leipziger Buchmesse 2023

Nicolas Samuel Lietzau-Schreiber (* 25. Mai 1991 in München) ist ein deutscher Autor von Computerspielen und Belletristik.

## Projekte
Lietzau-Schreiber war federführend bei Enderal, einer offiziell seit 2012 angekündigten Total Conversion für das Rollenspiel Skyrim, die am 3. Juli 2016 zunächst in deutscher Sprache und am 14. August desselben Jahres in englischer Sprache veröffentlicht und 2017 mit dem Game Award in der Kategorie Best Fan Creation ausgezeichnet wurde.
Er leitete das Studio SureAI bei der Entwicklung von Enderal.
Seit März 2017 ist Lietzau-Schreiber als Writer für THQ Nordic tätig, seit 2021 als Lead Writer für das spanische Entwicklerstudio Alkimia Interactive. Dort schreibt er für das Remake des Kult-Rollenspiels Gothic.
2020 veröffentlichte Lietzau-Schreiber den ersten Band der Twelfth World-Quadrilogie „Dreams of the Dying“, der 2022 ins Deutsche übersetzt als „Träume der Todgeweihten“ erschien.

## Videospiele
| Jahr | Titel                        | Rolle                                                    |
| ---- | ---------------------------- | -------------------------------------------------------- |
| 2016 | Enderal: The Shards of Order | Project Director, Lead Writer, Game Designer, Programmer |
| 2017 | SpellForce 3                 | Lead Writer                                              |
| 2019 | Enderal: Forgotten Stories   | Project Director, Lead Writer, Game Designer, Programmer |
| 2019 | SpellForce 3: Soul Harvest   | Lead Writer                                              |
| 2020 | SpellForce 3: Fallen God     | Lead Writer                                              |

## Bücher
| Jahr | Titel               | Serie             |
| ---- | ------------------- | ----------------- |
| 2020 | Dreams of the Dying | The Twelfth World |

| Jahr | Titel                   | Serie            |
| ---- | ----------------------- | ---------------- |
| 2022 | Träume der Todgeweihten | Die Zwölfte Welt |